# Sergei Sergejewitsch Schirokow
Sergei Sergejewitsch Schirokow (russisch Сергей Сергеевич Широков; englische Transkription: Sergei Sergeyevich Shirokov; * 10. März 1986 in Osjory, Russische SFSR) ist ein russischer Eishockeyspieler, der seit Juni 2024 beim HK Sibir Nowosibirsk aus der Kontinentalen Hockey-Liga (KHL) unter Vertrag steht und dort auf der Position des linken Flügelstürmers spielt. Bei den Olympischen Winterspielen 2018 gewann Schirokow mit der russischen Nationalmannschaft unter neutraler Flagge die Goldmedaille.

## Karriere

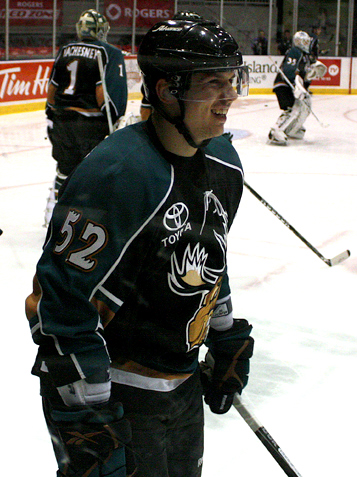
Schirokow im Trikot der Manitoba Moose (2010)

Sergei Schirokow begann seine Karriere als Eishockeyspieler in der Jugend des HK ZSKA Moskau, für dessen zweite Mannschaft er von 2001 bis 2004 in der drittklassigen Perwaja Liga aktiv war. Anschließend gab der Angreifer in der Saison 2004/05 sein Debüt für die erste Mannschaft von ZSKA in der Superliga, in der er in seinem Rookiejahr in acht Spielen punkt- und straflos blieb. In den folgenden vier Spielzeiten wurde der Rechtsschütze Stammspieler bei ZSKA und erzielte in der Saison 2008/09 in der neugegründeten Kontinentalen Hockey-Liga in insgesamt 64 Spielen 45 Scorerpunkte, darunter 18 Tore. In diesem Zeitraum wurde der Russe zudem im NHL Entry Draft 2006 in der sechsten Runde als insgesamt 163. Spieler von den Vancouver Canucks ausgewählt, die ihn zur Saison 2009/10 nach Nordamerika beorderten.
In den folgenden beiden Saisonen stand der Russe vorwiegend im Farmteam bei den Manitoba Moose in der American Hockey League auf dem Eis und erzielte in 152 Partien der regulären Saison 103 Punkte sowie weitere zwölf Zähler in 20 Playoffspielen. Bei den Manitoba Moose etablierte Schirokow im Januar 2011 einen Franchise-Rekord, als er in zwölf Begegnungen in Folge mindestens einen Punkt verbuchte. Am 1. Juli 2011 wurde der Russe erneut vom HK ZSKA Moskau auf der Kontinentalen Hockey-Liga verpflichtet, bei dem er einen Kontrakt für drei Spielzeiten erhielt. Am 9. Juli 2011 gaben die Vancouver Canucks seine Rechte im Austausch für die Rechte an Mike Duco an die Florida Panthers ab.
Im November 2013 wurde Schirokow zusammen mit Maxim Gontscharow im Tausch gegen Alexander Frolow und Stanislaw Jegorschew an den HK Awangard Omsk abgegeben. Dort spielte er bis Ende Dezember 2015 und wechselte anschließend zum Ligakonkurrenten SKA Sankt Petersburg, mit dem er 2017 den Gagarin-Pokal gewann. Nach zweieinhalb Jahren in der nördlichsten Millionenstadt der Welt, kehrte er 2018 wieder nach Omsk zurück. In Omsk spielte Schirokow zwei Jahre, ehe er im Mai 2020 zum HK Spartak Moskau transferiert wurde. Im Mai 2022, nachdem der Vertrag bei Spartak ausgelaufen war, stimmte Schirokow einem Zweijahresvertrag bei Awtomobilist Jekaterinburg zu. Am Laufzeitende des Vertrags schloss sich der Stürmer im Juni 2024 dem Ligakonkurrenten HK Sibir Nowosibirsk an.

### International

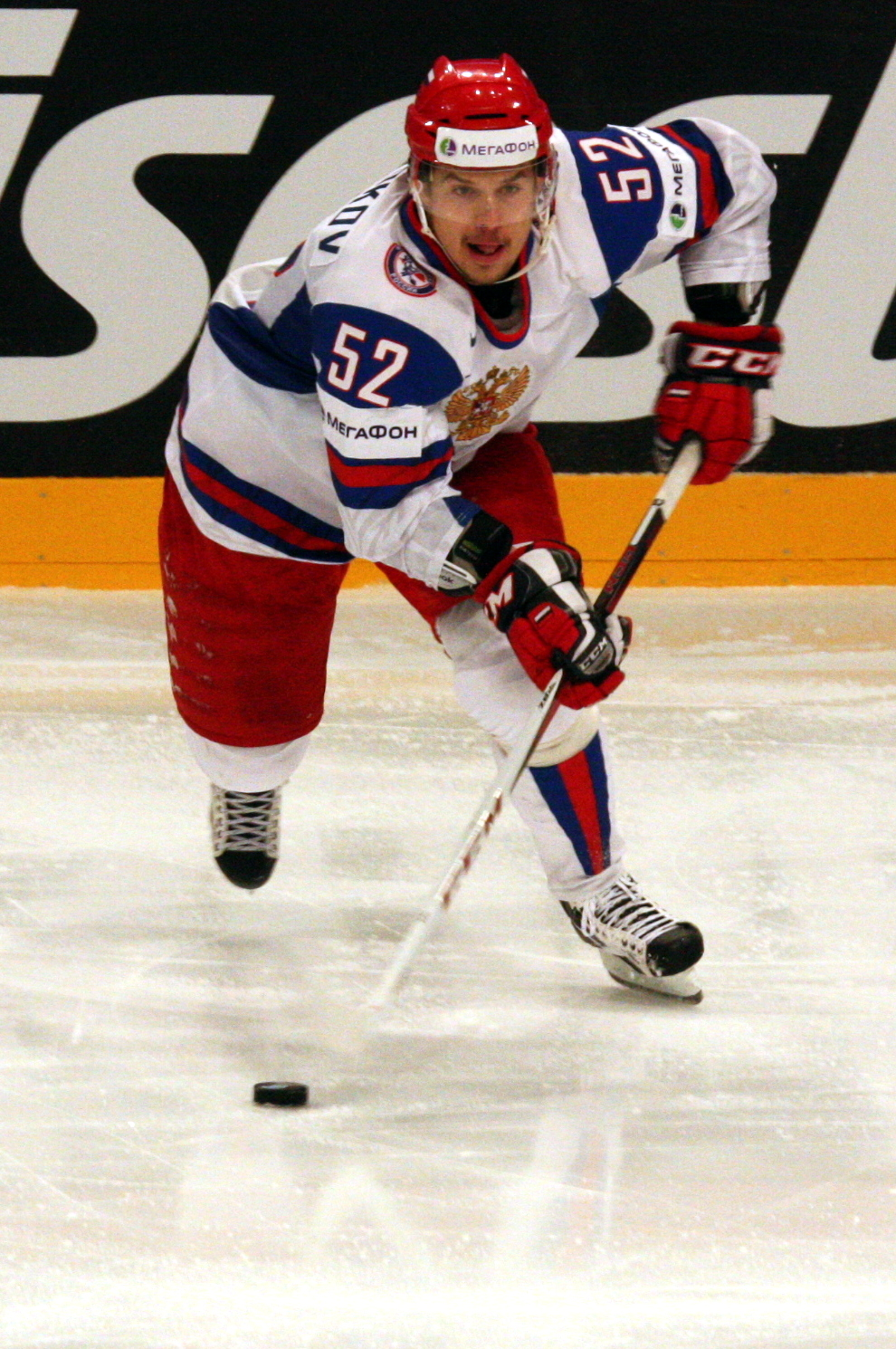
Schirokow bei der Weltmeisterschaft 2012

Für Russland nahm Schirokow zunächst an der U18-Junioren-Weltmeisterschaft 2004 teil, bei der er mit seiner Mannschaft Weltmeister wurde. Mit der U20-Auswahl gewann er bei den U20-Junioren-Weltmeisterschaften 2005 und 2006 jeweils die Silbermedaille.
Mit der russischen Herren-Auswahl spielte er bei den Weltmeisterschaften 2012, 2014, 2015 und 2016 und gewann dabei 2012 und 2014 den Weltmeistertitel sowie 2016 die Bronzemedaille. Bei den Olympischen Winterspielen 2018 in Pyeongchang wurde er mit der unter der olympischen Flagge und der Bezeichnung Olympic Athletes from Russia startenden Sbornaja Olympiasieger.

## Erfolge und Auszeichnungen
| - 2010 Teilnahme am AHL All-Star Classic - 2011 Teilnahme am AHL All-Star Classic - 2012 Teilnahme am KHL All-Star Game - 2013 Teilnahme am KHL All-Star Game | - 2014 KHL-Stürmer des Monats September - 2017 Gagarin-Pokal-Gewinn und Russischer Meister mit dem SKA Sankt Petersburg - 2019 Teilnahme am KHL All-Star Game - 2022 KHL-Stürmer des Monats September |

### International
| - 2003 Silbermedaille beim Nations Cup - 2004 Goldmedaille bei der U18-Junioren-Weltmeisterschaft - 2005 Silbermedaille bei der U20-Junioren-Weltmeisterschaft - 2006 Silbermedaille bei der U20-Junioren-Weltmeisterschaft - 2012 Goldmedaille bei der Weltmeisterschaft | - 2014 Goldmedaille bei der Weltmeisterschaft - 2015 Silbermedaille bei der Weltmeisterschaft - 2016 Bronzemedaille bei der Weltmeisterschaft - 2018 Goldmedaille bei den Olympischen Winterspielen |

## Karrierestatistik
Stand: Ende der Saison 2023/24

### International
| Vertrat Russland bei: - Nations Cup 2003 - U18-Junioren-Weltmeisterschaft 2004 - U20-Junioren-Weltmeisterschaft 2005 - U20-Junioren-Weltmeisterschaft 2006 | - Weltmeisterschaft 2012 - Weltmeisterschaft 2014 - Weltmeisterschaft 2015 - Weltmeisterschaft 2016 | Vertrat die Olympischen Athleten aus Russland bei: - Olympischen Winterspielen 2018 |

(Legende zur Spielerstatistik: Sp oder GP = absolvierte Spiele; T oder G = erzielte Tore; V oder A = erzielte Assists; Pkt oder Pts = erzielte Scorerpunkte; SM oder PIM = erhaltene Strafminuten; +/− = Plus/Minus-Bilanz; PP = erzielte Überzahltore; SH = erzielte Unterzahltore; GW = erzielte Siegtore; 1 Play-downs/Relegation; Kursiv: Statistik nicht vollständig)